# Indianapolis 500 1914

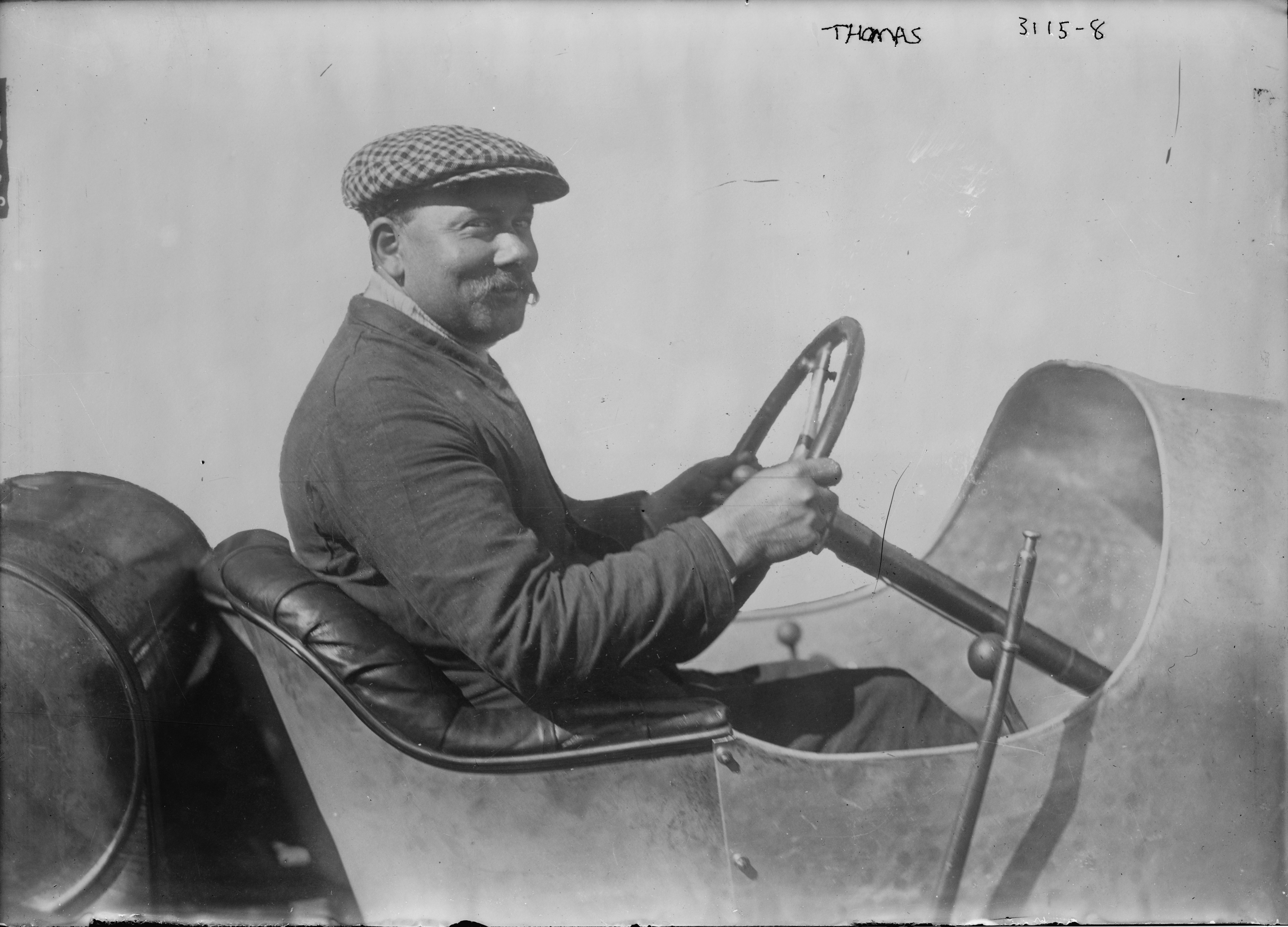
René Thomas, Sieger des Indianapolis 500 im Jahr 1914

Das 4. Indianapolis 500 (offiziell 4th 500 Mile International Sweepstakes Race) auf dem Indianapolis Motor Speedway fand am 30. Mai 1914 statt.

## Hintergrund
Das Rennen ging über eine Distanz von 200 Runden à 4,023 km, was einer Gesamtdistanz von 804,672 km entspricht. Aus der Pole-Position startete Jean Chassagne, nach einer Auslosung am Vorabend. Das Rennen war der dritte Lauf zur AAA-Saison 1914. Die Prämie für den Sieger betrug 39.750 US-Dollar (entspricht 2025 ca. 1.112.000 Euro).
Insgesamt gab es drei Qualifikationstage, an denen 45 Fahrer teilnahmen. Zum Rennen waren schlussendlich die 30 schnellsten Piloten zugelassen. Der Franzose Georges Boillot und sein Landsmann Jules Goux waren die schnellsten Fahrer in der Qualifikation. Boillot war der einzige Teilnehmer, der mit 1:30.17 Minuten eine Rundenzeit unter 1:31 fuhr, Goux erreichte in seiner schnellsten Runde 1:31.71. Am Abend vor dem Rennen wurde per Losverfahren die Startaufstellung ermittelt unter den 30 besten Qualifikanten.

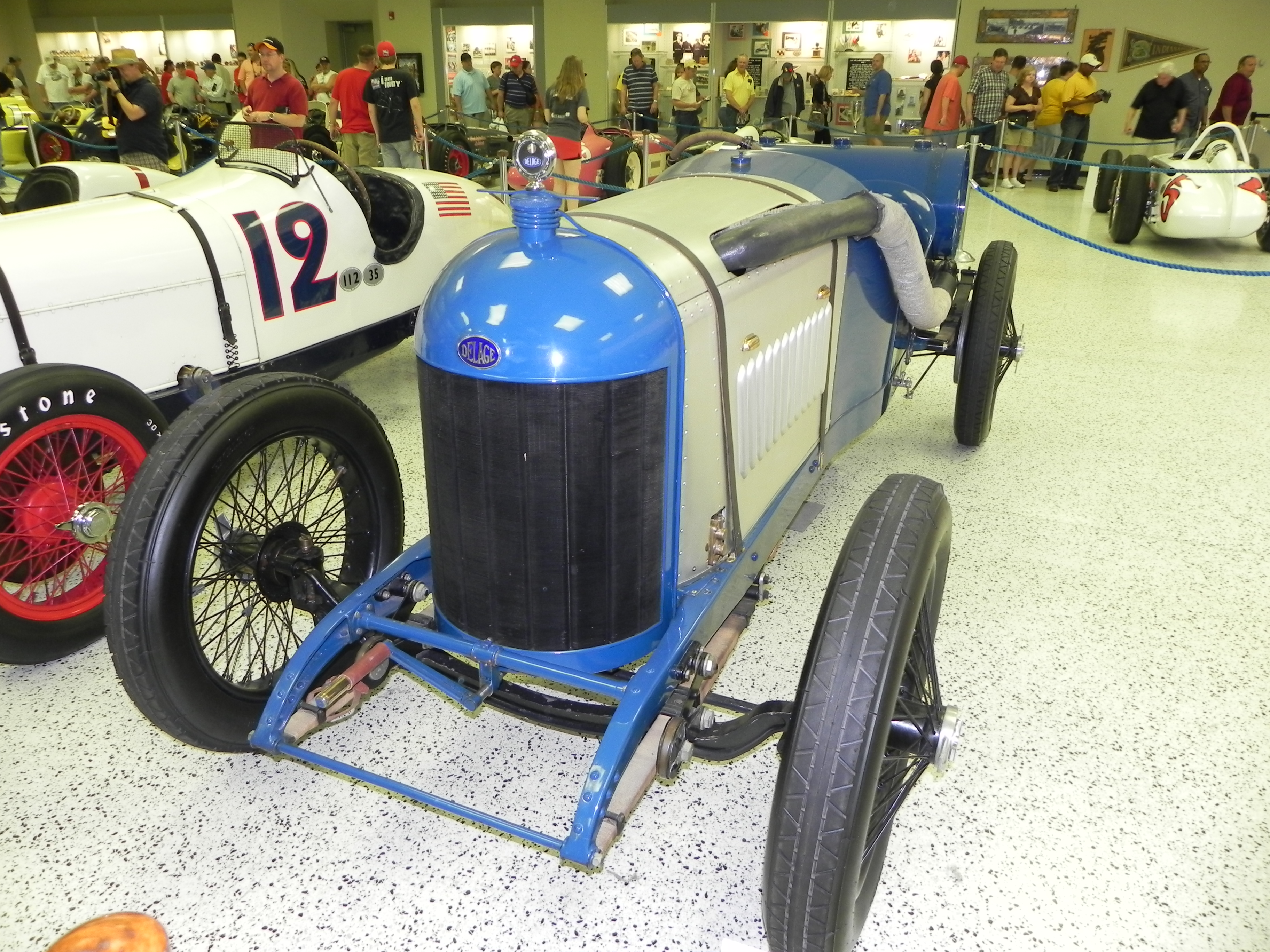
Das Siegerauto des Indy 500 im Jahr 1914, ein Delage aus Frankreich, ausgestellt in der Hall of Fame in Indianapolis.

## Das Rennen
Der Franzose Jean Chassagne startete aus der Pole-Position, Teddy Tetzlaff und Howdy Wilcox komplettierten die erste Startreihe. Wilcox führte in den ersten Runden das Fahrerfeld an. Die europäischen Fahrer dominierten diesen Renntag und belegten fünf der ersten sechs Plätze. René Thomas, der einen in Frankreich hergestellten Delage fuhr, führte auf dem Weg zu seinem Sieg 102 Runden und stellte einen neuen Geschwindigkeitsrekord von 132,72 km/h oder 82,46 mph Durchschnitt auf. Der Belgier Arthur Duray, mit einem Peugeot unterwegs, belegte den zweiten Rang, er hatte 77 Runden lang geführt. Als bestplatzierter US-Amerikaner kam Barney Oldfield auf dem fünften Platz ins Ziel mit einem Rückstand auf den Sieger von über sechs Minuten.

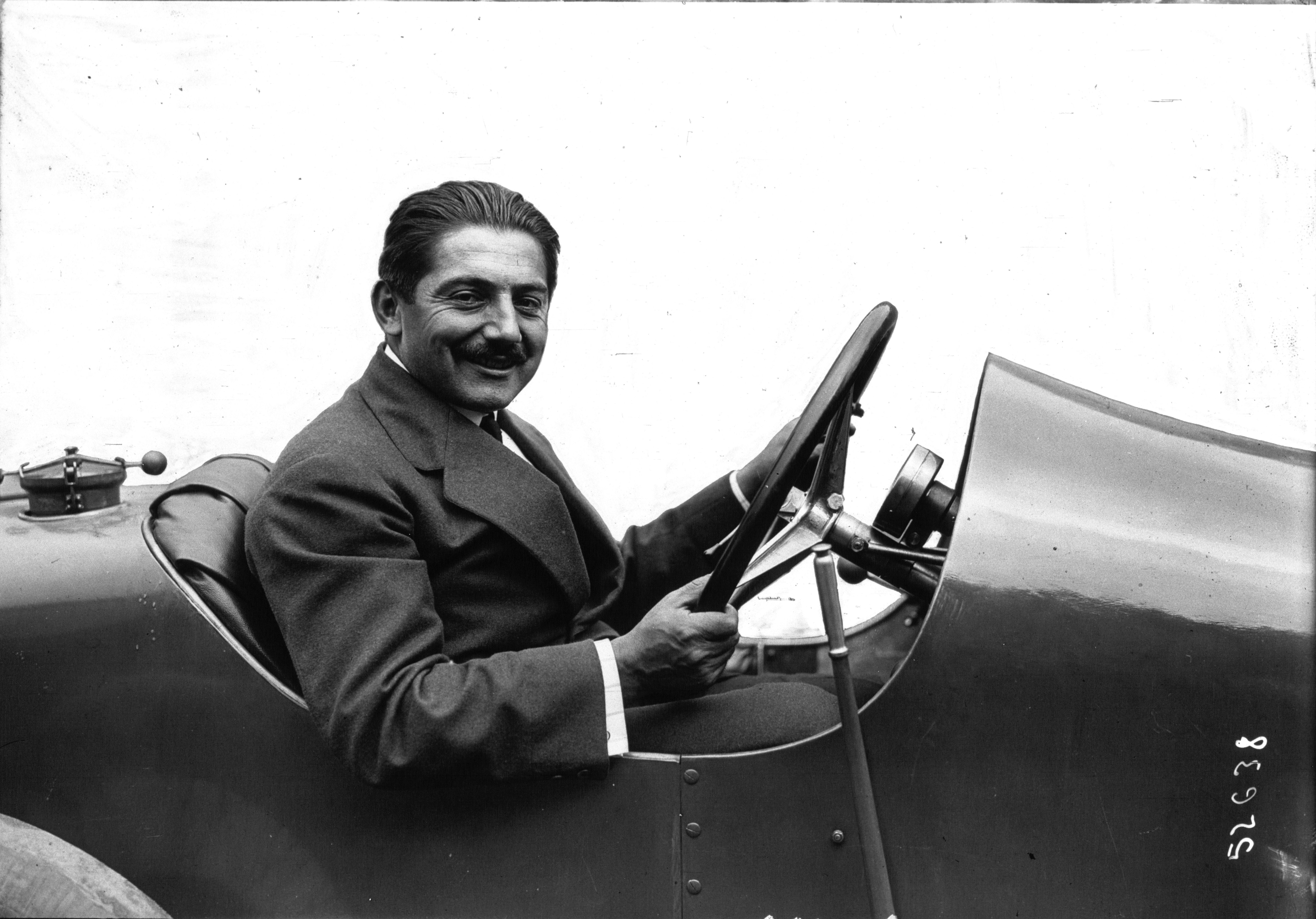
Georges Boillot 1914 in Indianapolis, er wurde auf dem 14. Platz klassiert.

## Ergebnisse

### Startaufstellung
| Reihe | Innen    | Innen          | Innen Center | Innen Center    | Außen Center | Außen Center     | Außen | Außen              |
| ----- | -------- | -------------- | ------------ | --------------- | ------------ | ---------------- | ----- | ------------------ |
| 1     | Pace Car | Pace Car       | 12           | Jean Chassagne  | 8            | Teddy Tetzlaff   | 4     | Howdy Wilcox       |
| 2     | 38       | Billy Chandler | 25           | Billy Carlson   | 23           | Ralph Mulford    | 9     | Josef Christiaens  |
| 3     | 15       | Art Klein      | 21           | Caleb Bragg     | 14           | Arthur Duray     | 10    | Albert Guyot       |
| 4     | 31       | Billy Knipper  | 13           | George Mason    | 2            | Earl Cooper      | 16    | René Thomas        |
| 5     | 24       | Gil Andersen   | 26           | Joe Dawson      | 34           | Ernest Friderich | 6     | Jules Goux         |
| 6     | 49       | Ray Gilhooley  | 48           | S. F. Brock     | 17           | Bob Burman       | 42    | Eddie Rickenbacker |
| 7     | 1        | Louis Disbrow  | 19           | Spencer Wishart | 27           | Harry Grant      | 5     | Charles Keene      |
| 8     | 43       | Willie Haupt   | 7            | Georges Boillot | 3            | Barney Oldfield  |       |                    |

### Schlussklassement
| Pos. | Nr. | Fahrer                                                      | Chassis    | Motor         | Zeit/Rückstand             | Grid |
| ---- | --- | ----------------------------------------------------------- | ---------- | ------------- | -------------------------- | ---- |
| 1    | 16  | René Thomas (R)                                             | Delage     | Delage        | 6:03:45.99 Std. 82,474 mph | 15   |
| 2    | 14  | Arthur Duray (R)                                            | Peugeot    | Peugeot       | 200                        | 10   |
| 3    | 10  | Albert Guyot                                                | Delage     | Delage        | 200                        | 11   |
| 4    | 6   | Jules Goux (W)                                              | Peugeot    | Peugeot       | 200                        | 19   |
| 5    | 3   | Barney Oldfield (R) abgelöst Gil Andersen                   | Stutz      | Wisconsin     | 200                        | 30   |
| 6    | 9   | Josef Christiaens (R)                                       | Excelsior  | Excelsior     | 200                        | 7    |
| 7    | 27  | Harry Grant                                                 | Sunbeam    | Sunbeam       | 200                        | 26   |
| 8    | 5   | Charles Keene (R) abgelöst C. L. Rogers                     | Keene      | Wisconsin     | 200                        | 27   |
| 9    | 25  | Billy Carlson (R) abgelöst Harry Goetz abgelöst Jack LeCain | Maxwell    | Maxwell       | 200                        | 5    |
| 10   | 42  | Eddie Rickenbacker                                          | Duesenberg | Duesenberg    | 200                        | 23   |
| 11   | 23  | Ralph Mulford                                               | Mercedes   | Mercedes      | 200                        | 6    |
| 12   | 43  | Willie Haupt                                                | Duesenberg | Duesenberg    | 200                        | 28   |
| 13   | 31  | Billy Knipper abgelöst Bob Burman                           | Keeton     | Wisconsin     | 200                        | 12   |
| 14   | 7   | Georges Boillot (R)                                         | Peugeot    | Peugeot       | 141 (Chassisbruch)         | 29   |
| 15   | 34  | Ernest Friderich (R)                                        | Bugatti    | Bugatti       | 134 (Getriebe)             | 18   |
| 16   | 1   | Louis Disbrow                                               | Burman     | Wisconsin     | 128 (Aufhängung)           | 24   |
| 17   | 19  | Spencer Wishart                                             | Mercer     | Mercer        | 122 (Nockenwelle)          | 25   |
| 18   | 2   | Earl Cooper (R) abgelöst Bill Rader                         | Stutz      | Wisconsin     | 118 (Felgenbruch)          | 14   |
| 19   | 21  | Caleb Bragg abgelöst Eddie Pullen                           | Mercer     | Mercer        | 117 (Nockenwelle)          | 9    |
| 20   | 15  | Art Klein (R)                                               | King       | Wisconsin     | 87 (Ventile)               | 8    |
| 21   | 38  | Billy Chandler (R)                                          | Mulford    | Duesenberg    | 69 (Aufhängung)            | 4    |
| 22   | 4   | Howdy Wilcox                                                | Fox        | Pope-Hartford | 67 (Ventile)               | 3    |
| 23   | 13  | George Mason (R) abgelöst Lee Oldfield                      | Duesenberg | Duesenberg    | 66 (Motor)                 | 13   |
| 24   | 17  | Bob Burman                                                  | Burman     | Wisconsin     | 47 (Aufhängung)            | 22   |
| 25   | 26  | Joe Dawson (W)                                              | Marmon     | Marmon        | 45 (Unfall)                | 17   |
| 26   | 24  | Gil Andersen                                                | Stutz      | Wisconsin     | 42 (Motor)                 | 16   |
| 27   | 49  | Ray Gilhooley (R)                                           | Isotta     | Isotta        | 41 (Unfall)                | 20   |
| 28   | 8   | Teddy Tetzlaff                                              | Maxwell    | Maxwell       | 33 (Defekt)                | 2    |
| 29   | 12  | Jean Chassagne (R)                                          | Sunbeam    | Sunbeam       | 20 (Unfall)                | 1    |
| 30   | 48  | S. F. Brock (R)                                             | Mercer     | Wisconsin     | 5 (Nockenwelle)            | 21   |

(W) = früherer Gewinner / (R) = Rookie

### Führungsrunden
| Fahrer            | Anzahl |
| ----------------- | ------ |
| René Thomas       | 102    |
| Arthur Duray      | 77     |
| Josef Christiaens | 9      |
| Albert Guyot      | 9      |
| Caleb Bragg       | 1      |
| Jules Goux        | 1      |
| Howdy Wilcox      | 1      |